# Tokyo Twilight Busters
Tokyo Twilight Busters - Kindan no Ikenie Teito Jigoku Hen (東京トワイライト・バスターズ 禁断の生贄帝都地獄変?) es un videojuego de terror japonés de aventura gráfica lanzado originalmente para la NEC PC-9801 en 1995 por la desaparecida compañía Wolf Team. El juego sería relanzado para Nintendo DS en 2010 por Starfish.

## Argumento
En el año 12 de la era Taisho Yuki Kusanagi regresa del Reino Unido por un mensaje diciéndole sobre la desaparición de su padre. Ella regresa a la ciudad imperial para buscar a su padre pero es apresada, ella deberá escapar utilizando artículos diversos y también la ayuda de sus amigos.

## Enlaces
- Nintendo Japón Página oficial (en japonés)
- Tokugawa Corp. Datos del juego en Tokugawa Corp.

- Datos: Q6148082